# Ablie Jallow
Ablie Jallow (sinh ngày 14 tháng 11 năm 1998) là một cầu thủ bóng đá người Gambia chơi ở vị trí tiền đạo cánh cho câu lạc bộ Metz và Đội tuyển bóng đá quốc gia Gambia.

## Sự nghiệp thi đấu
Jallow sinh ra ở Bundung và dành sự nghiệp cầu thủ trẻ cho Real de Banjul và Génération Foot.
Vào tháng 7 năm 2017, Jallow ký hợp đồng 5 năm với Metz. Tháng 9 năm 2019, anh chuyển đến Ajaccio theo dạng cho mượn. Vào tháng 8 năm 2020, Jallow một lần nữa rời Metz và chuyển sang câu lạc bộ Seraing của Bỉ theo dạng cho mượn cùng với 5 cầu thủ khác.

## Sự nghiệp quốc tế
Jallow ra mắt Gambia vào năm 2015. Ngày 12 tháng 1 năm 2021, anh ghi bàn thắng đầu tiên của đội tuyển Gambia tại Cúp bóng đá châu Phi trong chiến thắng 1–0 trước Mauritanie.

## Bàn thắng quốc tế
Tỷ số và kết quả liệt kê bàn thắng đầu tiên của Gambia, cột điểm cho biết điểm số sau mỗi bàn thắng của Jallow.
| Thứ tự | Thời gian            | Địa điểm                                                 | Đối thủ    | Ghi bàn | Kết quả     | Giải đấu                            |
| ------ | -------------------- | -------------------------------------------------------- | ---------- | ------- | ----------- | ----------------------------------- |
| 1      | 17 tháng 11 năm 2018 | Sân vận động Độc lập, Bakau, Gambia                      | Bénin      | 3–1     | 3–1         | Vòng loại cúp bóng đá châu Phi 2019 |
| 2      | 13 tháng 10 năm 2019 | Sân vận động Độc lập, Bakau, Gambia                      | Djibouti   | 1–1     | 1–1 (3–2 p) | Vòng loại cúp bóng đá châu Phi 2021 |
| 3      | 5 tháng 6 năm 2021   | Arslan Zeki Demirci Sports Complex, Manavgat, Thổ Nhĩ Kỳ | Niger      | 1–0     | 2–0         | Giao hữu                            |
| 4      | 12 tháng 1 năm 2022  | Sân vận động Limbe, Limbe, Cameroon                      | Mauritanie | 1–0     | 1–0         | Cúp bóng đá châu Phi 2021           |
| 5      | 20 tháng 1 năm 2022  | Sân vận động Limbe, Limbe, Cameroon                      | Tunisia    | 1–0     | 1–0         | Cúp bóng đá châu Phi 2021           |
| 6      | 4 tháng 6 năm 2022   | Stade Lat-Dior, Thiès, Sénégal                           | Nam Sudan  | 1–0     | 1–0         | Vòng loại cúp bóng đá châu Phi 2023 |
| 7      | 14 tháng 6 năm 2023  | Sân vận động Kênh Suez, Ismailia, Ai Cập                 | Nam Sudan  | 2–1     | 3–2         | Vòng loại cúp bóng đá châu Phi 2023 |
| 8      | 24 tháng 1 năm 2024  | Stade de la Paix, Bouaké, Bờ Biển Ngà                    | Cameroon   | 1–1     | 2–3         | Cúp bóng đá châu Phi 2023           |